# Agostino Mancinelli
Agostino Mancinelli (Pontecorvo, 4 luglio 1882 – Benevento, 1º gennaio 1962) è stato un arcivescovo cattolico italiano, vescovo di Aquino, Sora e Pontecorvo tra il 1933 e il 1936 ed arcivescovo di Benevento tra il 1936 e il 1962.

## Biografia
Agostino Mancinelli nacque a Pontecorvo il 4 luglio del 1882 da Ferdinando ed Angela Sartori. La sua famiglia era originaria di Valstagna, in provincia di Vicenza, ma si era trasferita a Pontecorvo dove suo padre dirigeva una coltivazione di tabacco. Qui trascorse la sua infanzia, ma poi si trasferì a Valstagna presso i nonni paterni per seguire gli studi: ginnasio presso il Collegio Vescovile di Thiene, due anni al liceo di Treviso, infine il Seminario vescovile di Padova. Qui, il 31 luglio 1905, fu ordinato sacerdote dal cardinale Giuseppe Callegari.
Il suo primo incarico pastorale fu quello di vicario della parrocchia di Santa Sofia, poi fu nominato parroco della Cattedrale e assistente ecclesiastico della Federazione giovanile diocesana di Padova. Incarichi in cui poté manifestare le sue ottime capacità culturali, pedagogiche e umanitarie.
Grazie a questa sua fama, nel 1917, il vescovo di Città di Castello Carlo Liviero, fondatore dell'ordine delle Piccole Ancelle del Sacro Cuore, lo nominò rettore del Seminario e, dal 1919, canonico teologo ed esaminatore prosinodale.
Il 13 marzo 1923 fu nominato da Pio XI cameriere segreto soprannumerario. La sua azione sia come rettore del seminario, sia come presidente diocesano dell'Azione cattolica era molto apprezzata e per questo Pio XI il 30 giugno 1931 lo nominò vescovo titolare di Nazianzo e coadiutore con diritto di successione del vescovo delle diocesi unite di Aquino, Sora e Pontecorvo per cui il 6 settembre dello stesso anno, nel Duomo di Città di Castello, fu consacrato vescovo da mons. Carlo Liviero, essendo co-consacranti i vescovi mons. Pompeo Ghezzi di Sansepolcro e Bonaventura Porta di Pesaro.
Il 5 dicembre 1933 divenne vescovo delle diocesi di Aquino, Sora e Pontecorvo. Le autorità e una folla di persone comuni lo andarono ad accogliere a Casamari per scortarlo fino a Sora.
La sua permanenza fu breve, ma ciononostante seppe farsi apprezzare per il suo spirito apostolico, riorganizzando la catechesi diocesana e per la sua generosità avendo regalato alla diocesi un terreno per la costruzione del Collegio e Convitto Vescovile di Villa Angelina.
Il 15 aprile 1936 fu nominato arcivescovo di Benevento. Così don Gaetano Squilla lo ricorda nel suo libro commemorativo del 25º anniversario dell'ordinazione episcopale: "il rimpianto generale per la perdita dell'indimenticabile Pastore fu la prova dell'affetto e della ammirazione, che Egli aveva saputo suscitare nelle tre Diocesi di Aquino-Sora e Pontecorvo, ove in così breve tempo aveva lasciato orme profonde della sua illuminata e molteplice attività. Chi non lo ricorda infaticabile predicatore della parola di Dio dall'altare, nel pulpito, nelle assemblee dell'Azione Cattolica. Il vescovo Mancinelli ha avuto da Dio un grande dono: quello della parola. E la parola, che poi è la parola del Vangelo, diventava nel suo gesto pacato, nel suo perenne sorriso, nelle sue signorili movenze, nella sua profonda esperienza, nella sua voce limpida e chiara, nella sua vasta cultura, un segreto mirabile di penetrare nelle anime e di affascinare le folle".
Restò arcivescovo di Benevento per 25 anni, dove, fra l'altro, fu promotore della ricostruzione della Cattedrale e del Seminario arcivescovile, distrutti dai bombardamenti della seconda guerra mondiale. Morì a Benevento il 1º gennaio 1962.

## Genealogia episcopale e successione apostolica
La genealogia episcopale è:
- Cardinale Scipione Rebiba
- Cardinale Giulio Antonio Santori
- Cardinale Girolamo Bernerio, O.P.
- Arcivescovo Galeazzo Sanvitale
- Cardinale Ludovico Ludovisi
- Cardinale Luigi Caetani
- Cardinale Ulderico Carpegna
- Cardinale Paluzzo Paluzzi Altieri degli Albertoni
- Papa Benedetto XIII
- Papa Benedetto XIV
- Papa Clemente XIII
- Cardinale Marcantonio Colonna
- Cardinale Giacinto Sigismondo Gerdil, B.
- Cardinale Giulio Maria della Somaglia
- Cardinale Carlo Odescalchi, S.I.
- Cardinale Fabio Maria Asquini
- Cardinale Giuseppe Luigi Trevisanato
- Cardinale Domenico Agostini
- Cardinale Giuseppe Callegari
- Arcivescovo Pietro Zamburlini
- Arcivescovo Luigi Pellizzo
- Vescovo Carlo Liviero
- Arcivescovo Agostino Mancinelli

La successione apostolica è:
- Vescovo Edoardo Facchini (1935)
- Vescovo Gioacchino Pedicini (1939)
- Vescovo Biagio Musto (1951)
- Vescovo Guido Maria Casullo (1951)